# Brookings Institution
Pour les articles homonymes, voir Brookings.
 (janvier 2010).
La Brookings Institution est un think tank américain ayant son siège à Washington ; c'est l'un des plus anciens think tanks, spécialisé dans la recherche et la formation dans les domaines des sciences sociales, essentiellement en économie, en politiques urbaines, gouvernance, affaires étrangères, économie mondiale et développement.

## Description
L'Institution s'est donné pour mission de « fournir des recommandations imaginatives et pratiques sur trois grands points : affermir la démocratie américaine ; améliorer le bien-être économique et social, la sécurité et les opportunités de tous les Américains ; et de sécuriser un système international plus ouvert, plus sûr, plus prospère et coopératif. »
La Brookings revendique le pluralisme d'idées et avance que ses chercheurs représentent des points de vue divers et se veut non partisane, mais les médias la décrivent comme allant du libéralisme contemporain aux États-Unis (une branche du social-libéralisme ou de la gauche américaine) au centrisme ou aux indépendants en se basant sur les positions de ses chercheurs et sur leur production.
Avant de prendre sa retraite de l'armée américaine, en tant que général quatre étoiles du United States Marine Corps, le président de Brookings, John R. Allen, fut commandant de la Force internationale d'assistance et de sécurité de l'OTAN et des forces américaines en Afghanistan. Son précédent président Strobe Talbott fut ministre adjoint des Affaires étrangères de Bill Clinton.
Brookings est organisée en cinq programmes de recherche, chacun dirigé par un vice-président :
- Economic Studies (Ted Gayer)
- Global Economy and Development (Homi Kharas)
- Foreign Policy (Bruce Jones)
- Governance Studies (Darrell M. West)
- Metropolitan Policy Program (Amy Liu).

## Histoire
Elle a été créée par le philanthrope Robert S. Brookings (1850-1932).

## Classement
Le magazine The Economist considère "Brookings" comme étant « sans doute le think tank le plus prestigieux des États-Unis. » De son côté, le journal Foreign Policy a classé cette institution comme étant la première des think tanks américains en 2009.
Chaque année depuis 2008, le classement Global Go To Think Tank Index Report de l'université de Pennsylvanie a nommé Brookings "Think Tank de l'Année" (Think Tank of the Year) et "Meilleur Think Tank du Monde" (Top Think Tank of the World).

## Membres
- Ben Bernanke, économiste américain et président de la Réserve fédérale des États-Unis pour deux mandats jusqu'au 31 janvier 2014 ;
- Janet Yellen, économiste américaine et présidente de la Réserve fédérale des États-Unis jusqu'à février 2018.